# Архітектура Естонії

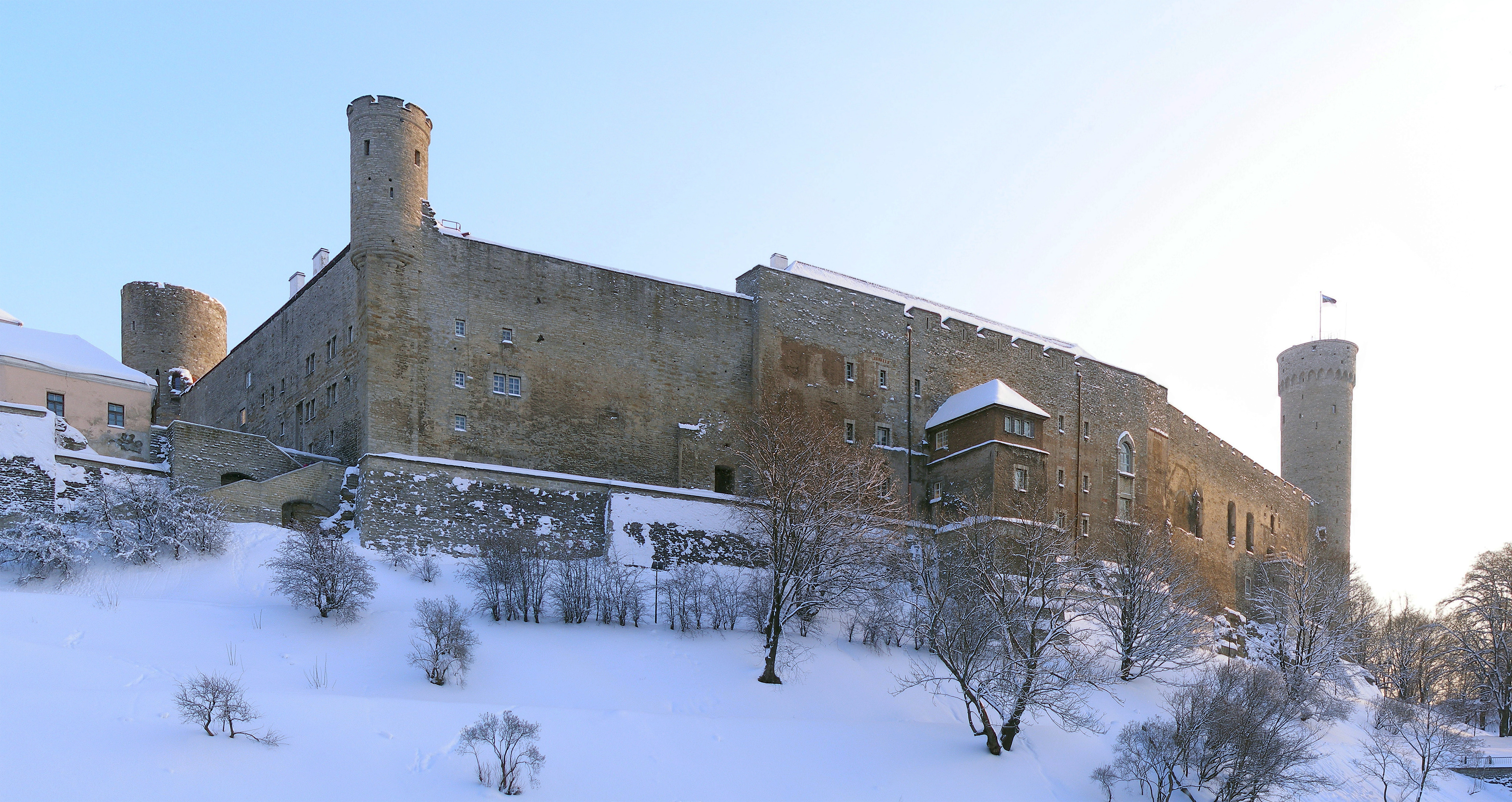
Замок Тоомпеа, Естонія. 11-12 ст.

Стильові напрямки Архітектури Естонії формуються на початку ХІІІ століття, коли Тевтонський орден та Королівство Данія завоювали територію теперішньої Естонії, розділили її та запровадили християнство західного обряду. Естонія не має романської архітектури, а готична формувалася під впливом готики Рейнської школи, цистерціанської архітектури Пруссії та Скандинавської архітектури (острів Ґотланд).

## Періодизація

### Рання готика: ХІІІ— XV поч. ст
Рання готика в Естонії представлена чотирма типами замків:
- нерегулярний (полігональний);
- замок-донжон;
- регулярні замки двох типів: кастель і конвент.

За такими типами будувалися замки Ордену. Класичним прикладом другого типу є замок-донжон у Пайде 1265 року. Замки у Вільянді ХІІІ-XIV ст. й єпископський замок Куресааре на острові Сааремаа, що будувався в період від 1343 року до початку XV століття, є класичними прикладами конвенту. До цього ж типу належить замок-монастир Ордену цистерціанців у Падіс (Падізе), що будувався з другої половини XIV століття до 1448 року і має менш регулярну структуру, ніж інші конвенти. З цих замків найкраще зберігся дотепер єпископський замок Куресааре на острові Сааремаа, план якого включає квадратні в плані наріжні башти Стурвольт і Довгий Герман, а також розташовані по периметру внутрішнього двору капелу з рефекторієм (трапезною), покої єпископа, зал капітулу та дорміторій (спальня-казарма).
Замок Германа в Нарві ХІІІ-XV століттях первісно належав до типу кастеля, а згодом, на початку XV століття був перебудований на конвент. Загалом з початку ХІІІ до початку XVI століть на території Естонії було збудовано 46 мурованих замків, з яких 17 було орденськими, 12 — єпископськими й 17 належали місцевим феодалам.
Готичні провінційні церкви в Амбла кінця ХІІІ століття та в Коеру (1290) належать до одного архітектурного типу. Вони тринефні, зальні, з прямокутним пресвітерієм та невеликою вежею по осі західного фасаду. Зразками великих готичних храмів є дві цегляні базиліки в Тарту: міський собор (ХІІІ-XV ст., зберігся в руїнах) й Іоаннівська церква 1330. Остання має високу вежу на головному фасаді; вімперґ порталу прикрашений скульптурою (знаменита композиція «Страшний суд»).

### Пізня готика: XV — сер. XVI ст.

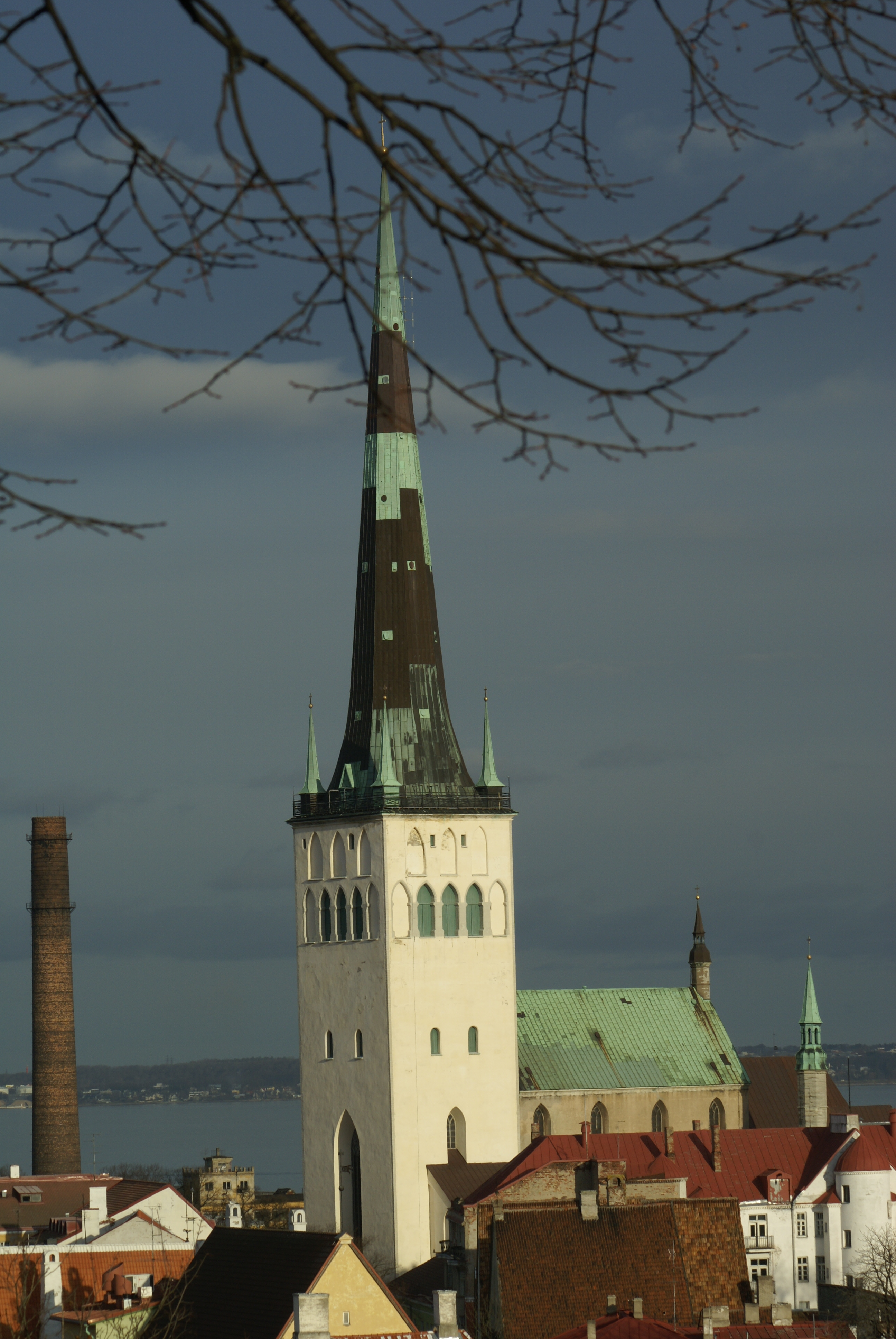
Церква святого Олафа. Пам'ятка архітектури 12-17 ст., Таллінн

Історичний контекст розвитку архітектури визначений Грюнвальдською битвою 1410 року, в якій був розгромлений Тевтонський орден, утворенням Лівонського ордену, а також посиленням ролі Ганзейського торгового союзу на цій території (Таллінн, Пярну і Тарту були ганзейськими містами).
Місто Таллінн належало Лівонському ордену від 1347 року Відтак, домінантним архітектурним комплексом міста з XV століття став орденський замок на Тоомпеа (Вишгороді). Це був перебудований давніший данський замок, який потім ще неодноразово перебудовувався. В основі його структури лежить тип конвенту, а його найвища циліндрична башта має назву «Довгий Герман». Муровані з каменю талліннські міські стіни з баштами відомі від 1248 року, проте найдавніші із збережених дотепер мурів і башт походять з XIV століття. Будівництво тривало у XV столітті, реконструкція укріплень завершена в 1520-х роках. Вони дуже добре збереглися дотепер: на кінець XVI століття було зведено 26 башт, з яких збереглося 18. Мури мали висоту до 8 метрів при товщині 2,85 метрів. По низу внутрішньої частини муру йшла стрільчата аркада. Протягом XV-XVI століть у міру розвитку артилерії башти надбудовувалися, в них влаштовували гарматні бійниці. Найвищою є башта Кюстера (30 м), наймасивнішою — чотириповерхова Товста Маргарита в комплексі Морської брами міста. Аналогічні муровані укріплення мало місто Тарту, проте вони були знесені у XVIII столітті. 
Талліннські житлові будинки XV — початку XVI століть належать до щипцевого типу, коли на вулицю виходить вузький фасад, увінчаний щипцем, що закриває двосхилий дах (будинки «Три сестри» першої половини XV століття, будинок на вулиці Лай, 25, інші будинки талліннського середмістя). Визначною пам'яткою цивільної архітектури є ратуша в Таллінні 1404 року зі стрільчастою аркадою першого ярусу на поздовжньому фасаді й високою тонкою восьмигранною вежею по осі причілкового фасаду, увінчаного трикутним щипцем. Будинки гільдій у Таллінні відомі своїми вишуканими інтер'єрами (готичний зал Великої гільдії 1410 року, зал Олаївської гільдії 1424 року). 
Церкви Таллінна. 
Найбільш незвичайною за розпланувально-просторовою композицією є церква Св. Духа XIV століття. Вона двонефна, зального типу, з вежею на причілковому фасаді й високим щипцевим дахом. Запланований первісно третій неф не був збудований з огляду на містобудівну ситуацію. 
Церква Св. Миколая (Ніґулісте) збудована в 1406—93 роках. Це тринавова базиліка з деамбулаторієм і вежею на західному фасаді. 
Церква Св. Олая (Олевісте) того ж часу, 1400-50 рроків Це тринефна базиліка, має середню наву 31 метри заввишки і вежу зі шпилем, висотою 123,7 метри, який був найвищим у Європі (пожежа 1820 року його знищила теперішній шпиль нижчий). 
Собор на Тоомпеа, реконструкція 1465 року — коротка тринефна базиліка з гранчастим пресвітерієм і масивною західною вежею. 
Монастир домініканців у Таллінні початку XV століття — великий готичний комплекс з зальним тринефним храмом і клуатром; споруди збереглися частково, особливу цінність мають готичні портали. 
Передмістя Таллінна Піріта — монастир Св. Біргітти, 1417—36 років з тринефною зальною церквою, яка мала високі і масивний щипцевий дах (стоїть в руїнах від 1577 року).

### Ренесанс: 1550–1630-і рр.

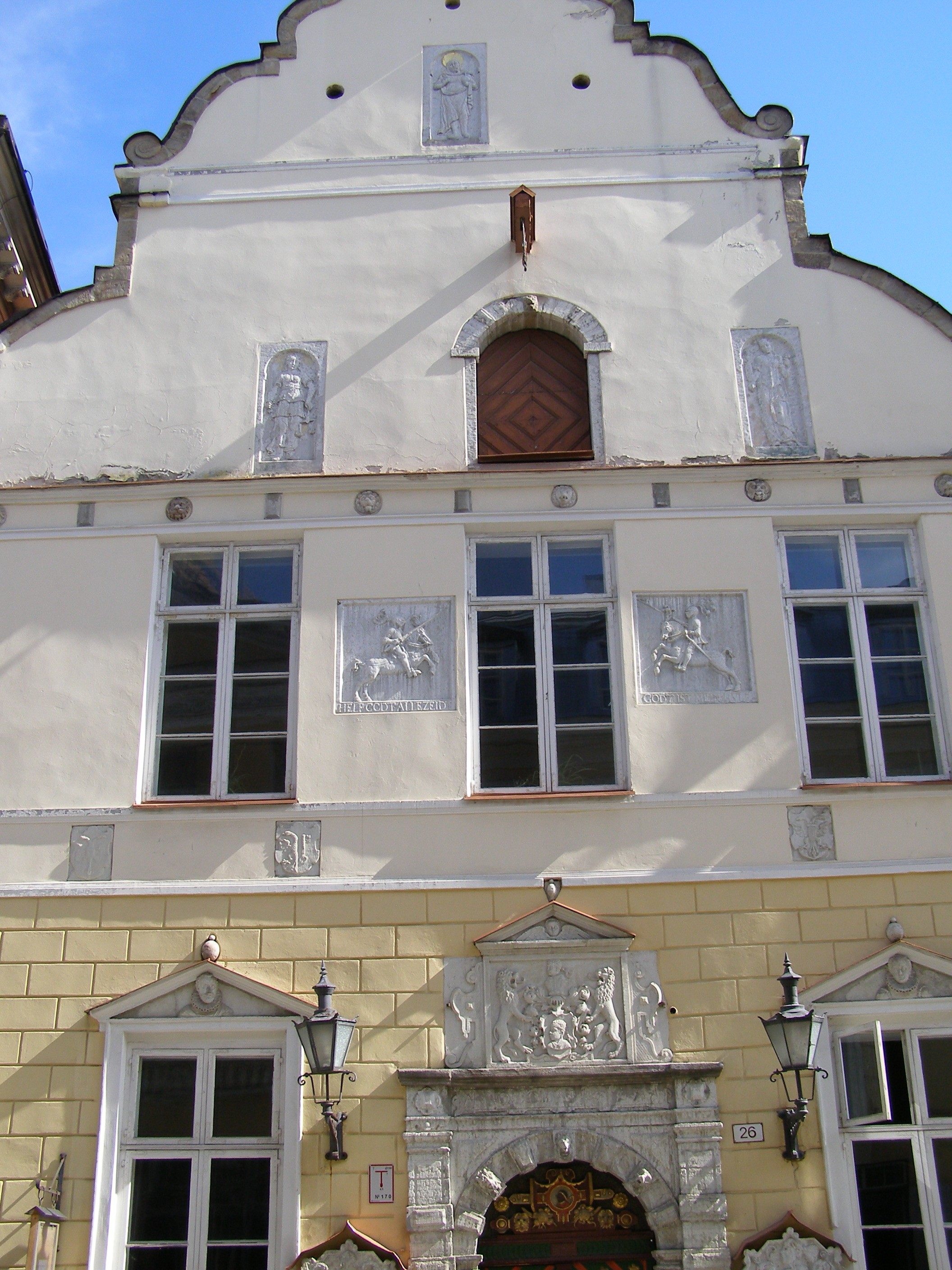
Будинок братства Чорноголових, Таллінн. Елементи бароко прикрашають готичну, за конструкцією, будівлю.

Ренесанс прийшов до Естонії під владою Швеції. Ренесансні й маньєристичні впливи проявлялися лише в малих архітектурних формах і декорі, що прикрашав цілком готичні за композицією і конструкціями будівлі. Приклад — будинок братства Чорноголових у Таллінні (1597, перебудова готичної кам’яниці).

### Раннє бароко: 1630—1730-і рр.
Раннє бароко представлене небагатьма пам’ятками з огляду на тодішній занепад будівничої діяльності, зумовлений численними війнами в регіоні: найвизначнішими є ратуша в Нарві 1671 року, Талліннська брама в Пярну кінця XVII століття.

### Пізнє бароко: 1710—1775-і рр.
Внаслідок Північної війни територія Естонії потрапила до складу Російської імперії. Найвизначнішою пам’яткою є палацово-парковий ансамбль Єкатеріненталь (Кадріорґ), створений у 1723 році з наказу московського князя Петра Романова, архітектор Н. Мікетті. Стилістика наближена до тогочасної петербурзької архітектури, досить стриманої в застосуванні засобів виразності, у тому числі й декору.

### Класицизм: 1745–1840

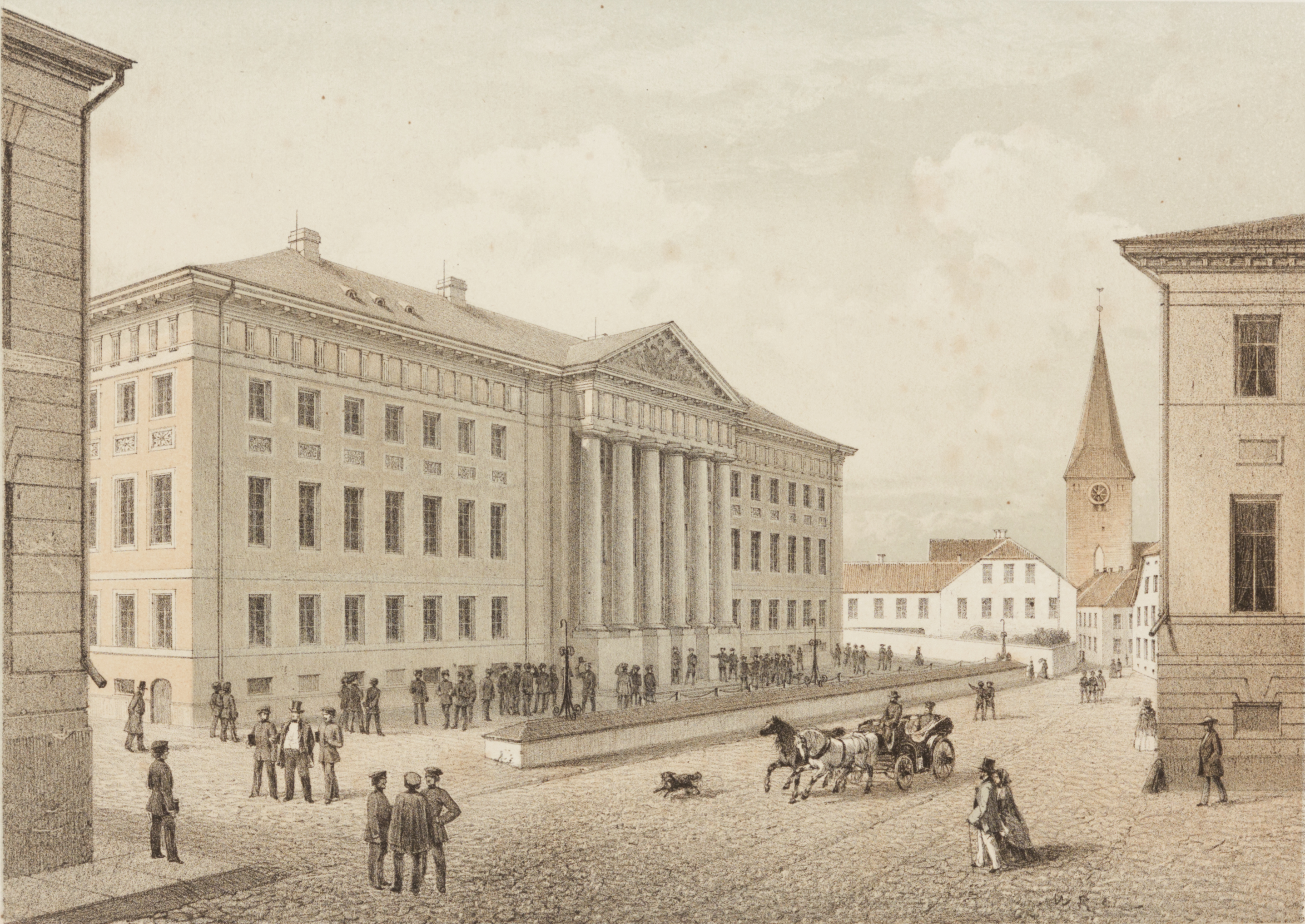
Тартуський університет (головний корпус), літографія 1860

Неокласична стилістика представлена переважно в університетському місті Тарту і в Таллінні. Ратуша в Тарту, збудована 1789 року, ще містить відгомін пізнього бароко і загальною композицією дещо нагадує ратушу в Нарві. 
Наймасштабнішою пам’яткою класицизму є комплекс Тартуського університету, головний корпус якого було збудовано в строгих і монументальних ордерних формах 1803 року за проектом німецького архітектора І. Краузе, котрий був у цьому університеті професором економіки, технології та цивільної архітектури. Класицистичний ансамбль доповнюють інші університетські будівлі, серед яких найвизначнішою є анатомічний театр. 
У Таллінні в цю добу було ліквідовано пояс бастіонних укріплень довкола Старого міста, натомість створено паркове кільце. Характерним явищем стали заміські садибні будинки ордерної архітектури.

### Історизм: 1840-1900

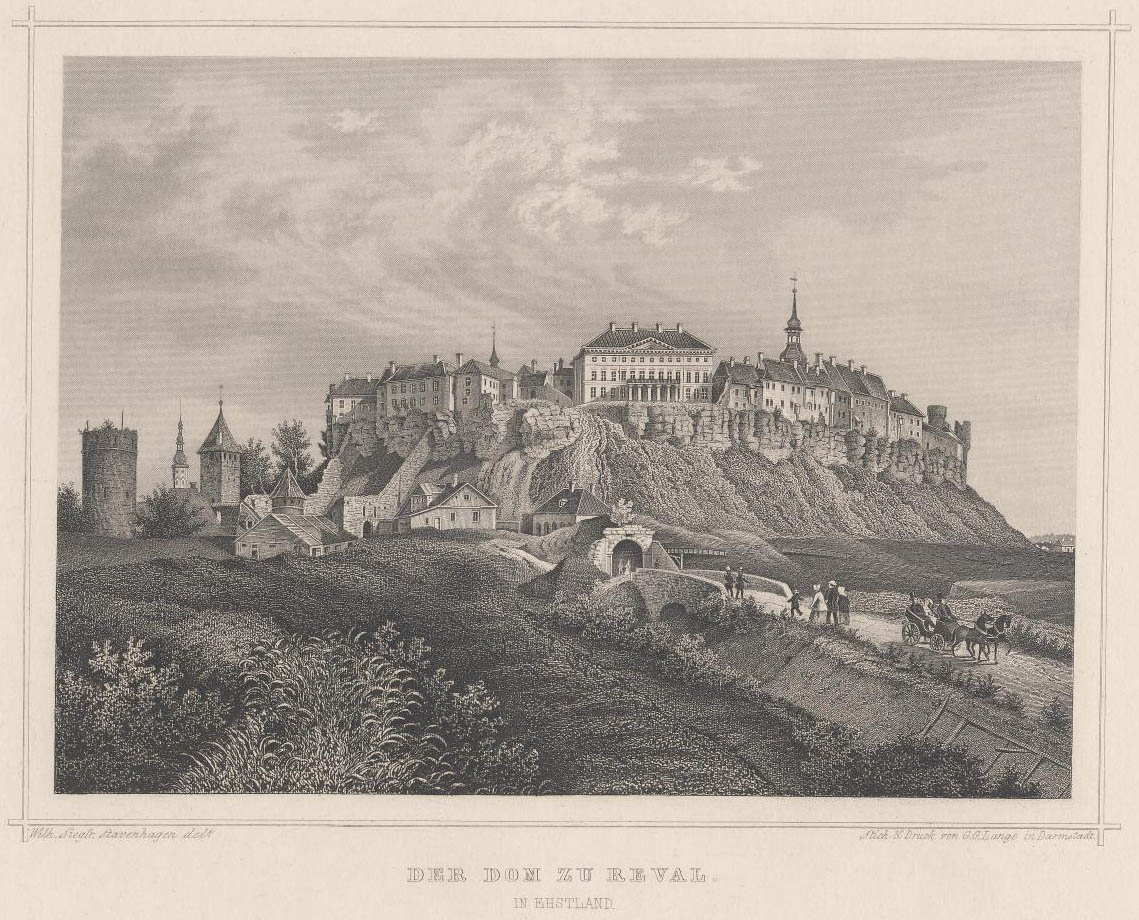
Середина 19 століття, Таллінн

Домінуючий напрям історизму в архітектурі Естонії — неоготика, проте в досить спрощених і схематичних формах, зразком чого є Карлівська церква в Таллінні 1870 року (архітектор О. Гіппіус).

### Модерн: 1900-1920-і рр.
Модерн Естонії належить до так званого північного модерну. У Таллінні сформувався під впливом Петербурга і Риги. Близький до раціонального модерну, проте з мотивами національно-романтичних стилізацій. У цій стилістці вирішені прибуткові будинки в Таллінні, Тарту, Пярну, вілли. 
До найвизначніших громадських будівель належать талліннські театр «Естонія» (тепер Національна опера) 1910–1913 (архітектор А. Ліндгрен) та Німецький театр (тепер Естонський драматичний театр) 1910 року (петербурзькі архітектори А. Бубир і М. Васильєв); театр «Ендла» в Пярну 1911 року (архітектори Г. Хеллат і Е. Вольфельдт); будинок студентського товариства в Тарту 1902 року.
Церкву Св. Павла в Тарту запроектував і звів у 1915—17 роках знаменитий фінський архітектор Еліель Саарінен (батько ще відомішого американського архітектора середини ХХ століття Ееро Саарінена). Саарінен-старший багато проектував для Таллінна, зокрема в 1913 році виграв конкурс на створення генерального плану міста. 
Архітектура доби модерну стала основою для розвитку естонської архітектури протягом 20-х—40-х років ХХ століття і нині багато в чому формує своєрідність найбільших міст Естонії.